# Love Song (gruppo musicale)
I Love Song sono un gruppo musicale di musica cristiana contemporanea, una delle prime band christian rock ad essere stato fondata e la prima a raggiungere il successo negli Stati Uniti.

## Formazione

### Formazione attuale
- Jay Truax - voce, basso
- Tommy Coomes - voce, chitarra
- Bob Wall - chitarra
- John Mehler - batteria

### Ex componenti
- Chuck Girard[3] - voce, tastiera
- David Ingram - tastiera
- Ernie Earnshaw - batteria
- Jack Schaeffer - basso
- Fred Field - chitarra
- Phil Keaggy - chitarra

## Discografia

### Album in studio
- 1972 - Love Song
- 1974 - Final Touch
- 1994 - Welcome Back

### Album dal vivo
- 1977 - Feel the Love

### Raccolte
- 2010 - The Book of Love